# 葛瑞格·貝蘭提
葛雷哥里·貝蘭提（英語：Gregory Berlanti，1972年5月24日—）或簡稱葛瑞格·貝蘭提（英語：Greg Berlanti），美國男編劇、製片人和導演。以製作多部著名電視劇而聞名，如《恋爱时代》、《兄弟姐妹》、《雪山镇》、《政壇野獸》、《河谷鎮》、《莎賓娜的顫慄冒險》和《安眠書店》；而他也為改編自DC漫畫、於CW電視台播出的綠箭宇宙有著重要的貢獻。
2018年，貝蘭提製作的十五部真人電視劇已預定於2018年－2019年美國電視季在各大平台發行，並簽下了華納兄弟至今最昂貴的製片人合約。2019年，他又憑藉著新參與的三部電視劇而使他的電視製作量提升至破紀錄的十八部。除電視外，貝蘭提還執導了愛情喜劇電影《親愛的初戀》，這也是首部由好萊塢六巨頭製片公司發行、面向北美主流電影市場的同性戀題材青春愛情片；該片在全球取得了超過6600萬美元的票房佳績。

## 早期生活
葛瑞格·貝蘭提出生於纽约州拉伊市。他出生在一個有意大利血統的華斯普（WASP，意譯為白人盎格魯-撒克遜新教徒，是今天構成美國上流社會的絕大部分）家庭。貝蘭提於1994年畢業於西北大学。

## 個人生活
自2013年中期以來，貝蘭提就持續與洛杉磯銀河的職業足球運動員羅比·羅渣士交往。2016年2月18日，兩人透過代孕的方式獲得了他們的第一個兒子凱萊布·貝蘭提（Caleb Berlanti）。 2016年12月31日，貝蘭提與羅渣士宣布他們已完成訂婚。兩人的婚禮於2017年12月2日舉行。2019年5月13日，貝蘭提與羅渣士獲得了他們的女兒米雅·芭芭拉·羅渣士-貝蘭提（Mia Barbara Rogers-Berlanti）。

## 外部連結
- 葛瑞格·貝蘭提在互联网电影资料库（IMDb）上的資料（英文）